# Okręgowe rozgrywki w piłce nożnej woj. podlaskiego (2000/2001)
67. Edycja okręgowych rozgrywek w piłce nożnej województwa podlaskiego

Okręgowe rozgrywki w piłce nożnej województwa podlaskiego prowadzone są przez Podlaski Związek Piłki Nożnej, rozgrywane są w czterech ligach z podziałem na grupy. Najwyższym poziomem okręgowym jest IV liga, następnie Klasa Okręgowa (2 grupy), Klasa A oraz Klasa B.

Mistrzostwo Okręgu zdobyła drużyna Hetmana Białystok.

Okręgowy Puchar Polski zdobyły Wigry Suwałki.
Drużyny z województwa podlaskiego występujące w centralnych i makroregionalnych poziomach rozgrywkowych:
- 1 Liga - brak
- 2 Liga - brak
- 3 Liga - Jagiellonia Białystok, Wigry Suwałki.

| Rozgrywki                 | Poziomy rozgrywkowe w sezonie 2000/2001 | Poziomy rozgrywkowe w sezonie 2000/2001 | Poziomy rozgrywkowe w sezonie 2000/2001 | Poziomy rozgrywkowe w sezonie 2000/2001 | Poziomy rozgrywkowe w sezonie 2000/2001 |         |
| ------------------------- | --------------------------------------- | --------------------------------------- | --------------------------------------- | --------------------------------------- | --------------------------------------- | ------- |
| Centralne                 | I poziom ligowy                         | I Liga                                  | I Liga                                  | I Liga                                  | I Liga                                  |         |
| Centralne                 | II poziom ligowy                        | II Liga                                 | II Liga                                 | II Liga                                 | II Liga                                 |         |
| Makroregionalne           | III poziom ligowy                       | III Liga - gr.I                         | III Liga - gr.II                        | III Liga - gr.III                       | III Liga - gr.IV                        |         |
| Okręgowe (woj. podlaskie) | IV poziom ligowy                        | IV Liga                                 | IV Liga                                 | IV Liga                                 | IV Liga                                 | IV Liga |
| Okręgowe (woj. podlaskie) | V poziom ligowy                         | Klasa Okręgowa (gr.I)                   | Klasa Okręgowa (gr.I)                   | Klasa Okręgowa (gr.II)                  | Klasa Okręgowa (gr.II)                  |         |
| Okręgowe (woj. podlaskie) | VI poziom ligowy                        | Klasa A                                 | Klasa A                                 | Klasa A                                 | Klasa A                                 |         |
| Okręgowe (woj. podlaskie) | VII poziom ligowy                       | Klasa B                                 | Klasa B                                 | Klasa B                                 | Klasa B                                 |         |

## IV Liga - IV poziom rozgrywkowy
| Poz. | Drużyna                  | M  | Z  | R | P  | Bramki | Punkty |
| ---- | ------------------------ | -- | -- | - | -- | ------ | ------ |
| 1    | Hetman Białystok         | 30 | 22 | 4 | 4  | 71-24  | 70     |
| 2    | Warmia Grajewo           | 30 | 19 | 6 | 5  | 87-35  | 63     |
| 3    | Olimpia Zambrów          | 30 | 17 | 6 | 7  | 71-33  | 57     |
| 4    | LZS Narewka              | 30 | 15 | 7 | 8  | 54-34  | 52     |
| 5    | ŁKS Łomża                | 30 | 15 | 7 | 8  | 60-29  | 52     |
| 6    | Mlekovita Mazowieckie    | 30 | 15 | 6 | 9  | 47-31  | 51     |
| 7    | Jagiellonia II Białystok | 30 | 15 | 6 | 9  | 76-50  | 51     |
| 8    | Sparta Augustów          | 30 | 12 | 7 | 11 | 49-46  | 43     |
| 9    | Włókniarz Białystok      | 30 | 13 | 3 | 14 | 60-47  | 42     |
| 10   | Sokół Sokółka            | 30 | 11 | 4 | 15 | 53-58  | 37     |
| 11   | Orzeł Kolno              | 30 | 10 | 6 | 14 | 39-62  | 36     |
| 12   | Sparta Szepietowo        | 30 | 10 | 5 | 15 | 56-59  | 35     |
| 13   | Cresovia Siemiatycze     | 30 | 8  | 7 | 15 | 44-64  | 31     |
| 14   | Pogoń Łapy               | 30 | 9  | 3 | 18 | 40-55  | 30     |
| 15   | Pomorzanka Sejny         | 30 | 8  | 2 | 20 | 41-79  | 26     |
| 16   | Unia Ciechanowiec        | 30 | 1  | 1 | 28 | 20-162 | 4      |

- Zmiana nazwy Ruch na Mlekovita Wysokie Mazowieckie.
- Po sezonie z rozgrywek wycofała się Sparta Szepietowo.

## Klasa Okręgowa - V poziom rozgrywkowy
Grupa I
| Poz. | Drużyna                     | M  | Z  | R | P  | Bramki | Punkty |             |
| ---- | --------------------------- | -- | -- | - | -- | ------ | ------ | ----------- |
| 1    | Supraślanka Supraśl         | 22 | 14 | 3 | 5  | 54-26  | 45     |             |
| 2    | Panorama Mielnik (b)        | 22 | 12 | 5 | 5  | 30-21  | 41     | baraż-awans |
| 3    | Kolejarz Czeremcha          | 22 | 11 | 6 | 5  | 30-21  | 39     |             |
| 4    | LZS Czyścioch Krynki        | 22 | 11 | 4 | 7  | 54-32  | 37     |             |
| 5    | Iskra Narew (b)             | 22 | 11 | 1 | 10 | 40-36  | 34     |             |
| 6    | Hetman Tykocin              | 30 | 9  | 5 | 8  | 46-43  | 32     |             |
| 7    | Narew Techmot Choroszcz (s) | 22 | 9  | 4 | 9  | 36-39  | 31     |             |
| 8    | Tur Bielsk Podlaski         | 22 | 9  | 3 | 10 | 42-48  | 31     |             |
| 9    | Skra Czarna Białostocka     | 22 | 7  | 5 | 10 | 26-46  | 26     |             |
| 10   | Rudnia Zabłudów             | 22 | 6  | 3 | 13 | 38-58  | 21     |             |
| 11   | OSiR Puszcza Hajnówka       | 22 | 5  | 5 | 12 | 25-50  | 20     |             |
| 12   | Magnat Juchnowiec           | 22 | 4  | 3 | 15 | 38-54  | 15     |             |

- Zmiana nazwy z OSiR na OSiR Puszcza Hajnówka.
- Zmiana nazwy z Narew/Lampart na Narew Techmot Choroszcz.
- Zmiana nazwy LZS na LZS Czyścioch Krynki.

Grupa II
| Poz. | Drużyna                   | M  | Z  | R | P  | Bramki | Punkty |                 |
| ---- | ------------------------- | -- | -- | - | -- | ------ | ------ | --------------- |
| 1    | KS Stawiski               | 22 | 16 | 4 | 2  | 61-16  | 52     |                 |
| 2    | GKS 1984 Rutki            | 22 | 13 | 4 | 5  | 67-38  | 43     | baraż-przegrany |
| 3    | Rospuda Filipów           | 22 | 12 | 5 | 5  | 44-30  | 41     |                 |
| 4    | Polonia Raczki            | 22 | 12 | 4 | 6  | 45-29  | 40     |                 |
| 5    | Wissa Szczuczyn           | 22 | 11 | 5 | 6  | 47-31  | 38     |                 |
| 6    | Orlęta Czyżew             | 30 | 10 | 4 | 8  | 53-45  | 34     |                 |
| 7    | Andrzejewski Klepacze (b) | 22 | 9  | 4 | 9  | 44-41  | 31     |                 |
| 8    | Znicz Radziłów            | 22 | 7  | 6 | 9  | 31-38  | 27     |                 |
| 9    | Iskra Poryte Jabłoń       | 22 | 6  | 4 | 12 | 39-55  | 22     |                 |
| 10   | Skra Wizna                | 22 | 5  | 1 | 16 | 27-54  | 16     |                 |
| 11   | Biebrza Goniądz           | 22 | 5  | 1 | 16 | 31-68  | 16     |                 |
| 12   | Ziemowit Nowogród         | 22 | 4  | 2 | 6  | 22-66  | 14     |                 |

- Po sezonie z rozgrywek wycofał się Ziemowit Nowogród.

Baraż do IV ligi
- Panorama Mielnik : GKS Rutki 1:0.

## Klasa A - VI poziom rozgrywkowy
| Poz. | Drużyna                        | M  | Z | R | P | Bramki | Punkty |
| ---- | ------------------------------ | -- | - | - | - | ------ | ------ |
| 1    | Pogranicze Kuźnica Białostocka | 22 |   |   |   | 66-26  | 53     |
| 2    | Promień Mońki                  | 22 |   |   |   | 70-25  | 49     |
| 3    | Gryf Gródek                    | 22 |   |   |   | 49-33  | 43     |
| 4    | Bobry Barszczewo               | 22 |   |   |   | 66-33  | 40     |
| 5    | Orzeł Kleszczele (b)           | 22 |   |   |   | 42-40  | 35     |
| 6    | Krypnianka Krypno              | 22 |   |   |   | 50-43  | 33     |
| 7    | Dąb Dąbrowa Białostocka (b)    | 22 |   |   |   | 41-23  | 32     |
| 8    | Victoria Łyski                 | 22 |   |   |   | 51-45  | 31     |
| 9    | UG Jaświły                     | 22 |   |   |   | 38-48  | 30     |
| 10   | Pionier Brańsk (b)             | 22 |   |   |   | 45-51  | 24     |
| 11   | LZS Minkowce                   | 22 |   |   |   | 25-81  | 7      |
| 12   | Znicz Suraż (b)                | 22 |   |   |   | 10-105 | 0      |

- Zmiana nazwy LZS na Victoria Łyski.
- Zmiana nazwy LZS na UG Jaświły (Urząd Gminy).
- Po sezonie z rozgrywek wycofały się drużyny UG Jaświły, LZS Minkowce, Znicz Suraż.

## Klasa B - VII poziom rozgrywkowy
| Poz. | Drużyna              | M  | Z | R | P | Bramki | Punkty |       |
| ---- | -------------------- | -- | - | - | - | ------ | ------ | ----- |
| 1    | Piast Białystok (b)  | 16 |   |   |   | 72-10  | 48     | awans |
| 2    | LZS Piliki (b)       | 16 |   |   |   | 53-32  | 33     | awans |
| 3    | Orzeł Łapy-Szołajdy  | 16 |   |   |   | 38-20  | 33     | awans |
| 4    | GKS Turośń Kościelna | 16 |   |   |   | 45-35  | 28     | awans |
| 5    | Husar Nurzec         | 16 |   |   |   | 23-35  | 19     | awans |
| 6    | Podlasiak Knyszyn    | 16 |   |   |   | 23-50  | 16     | awans |
| 7    | GKP Orla             | 16 |   |   |   | 23-49  | 14     | awans |
| 8    | Relax Uhowo          | 16 |   |   |   | 26-54  | 12     | awans |
| 9    | Gieret Giby (b)      | 16 |   |   |   | 26-44  | 8      | awans |

- Cała grupa B została przeniesiona do A klasy.
- Zmiana nazwy z LZS na GKS Turośń Kościelna.
- Zmiana nazwy z SPiUR na GKP Orla.

## Puchar Polski - rozgrywki okręgowe
- Finał, - Wigry Suwałki : Jagiellonia Białystok 1:0 (dogr.)